# I Wanna Rock (canção de Snoop Dogg)
I Wanna Rock é uma canção do rapper estadunidense Snoop Dogg lançada como single do seu décimo álbum de estúdio Malice n Wonderland sendo lançada em formato digital em 17 de Novembro de 2009 no iTunes. A faixa teve a produção de Scoop DeVille e remixada por Dr. Dre. A faixa é um dos quatro singles do álbum com "Gangsta Luv", "That's Tha Homie" e "Pronto".
A faixa alcançou a posição 41 na Billboard Hot 100, 10 na Billboard Hot R&B/Hip-Hop Songs e 3 na Billboard Hot Rap Songs

## Videoclipe
O vídeo estreou em 26 de novembro de 2009, na MTV sendo apresenta Jamie Foxx. O vídeo apresenta uma competição de dança de rua apresentada por Snoop Dogg.

## Desempenho nas paradas

### Gráficos semanais
| Paradas (2010)                                | Melhor posição |
| --------------------------------------------- | -------------- |
| Estados Unidos (Billboard Hot 100)            | 41             |
| Estados Unidos (Billboard R&B/Hip-Hop Songs)  | 10             |
| Estados Unidos (Billboard Hot Rap Songs)      | 3              |
| Estados Unidos (Billboard Radio Songs)        | 26             |
| Estados Unidos (Billboard Digital Song Sales) | 62             |

## Lista de faixas
| Descarga digital |                              |         |  |
| N.º              | Título                       | Duração |  |
| 1.               | "I Wanna Rock" (single edit) | 3:56    |  |

| CD single |                                                               |         |  |
| N.º       | Título                                                        | Duração |  |
| 1.        | "I Wanna Rock (The Kings G-Mix)" (com Jay-Z)                  | 4:02    |  |
| 2.        | "I Wanna Rock (The Kings G-Mix)" (versão editada) (com Jay-Z) | 4:00    |  |

## Remixes
O remix oficial conta com a participação do rapper Jay-Z e recebeu o nome de "I Wanna Rock (The Kings' G-Mix)", a versão remix foi lançada oficialmente em 25 de março de 2010 na canal de Snoop Dogg no YouTube.
A faixa recebeu outros remixes oficiais, entre eles: "Interstate Trafficking Remix", "TO Remix", "Travis Barker Remix", "West Coast Remix", "Queens Remix", a faixa teve versões freestyle feitas por diversos cantores, entre eles:
- Yelawolf
- Ludacris
- Raekwon
- Fat Joe
- Rock City
- Ras Kass
- Styles P
- Busta Rhymes
- Crooked I
- Cassidy
- Young Jeezy
- Tha Dogg Pound
- Bow Wow
- Nipsey Hussle
- Bun B
- Juelz Santana
- Ace Hood
- Trey Songz
- Tyga
- Slick Rick
- Lil' Kim
- Lloyd Banks
- Chris Brown
- Jay-Z